# Samantha Lapszynski
Samantha Lapszynski (ur. 12 lipca 1994) – amerykańska koszykarka, polskiego pochodzenia, występująca na pozycji środkowej, obecnie zawodniczka PGE MKK Siedlce.
8 czerwca 2017 została zawodniczką PGE MKK Siedlce. 18 maja 2018 podpisała kolejną umowę z klubem, z Siedlec.

## Osiągnięcia
Indywidualne (stan na 11 czerwca 2017)
- Zaliczona do III składu konferencji południowej II ligi niemieckiej (2017)[3]

NCAA (stan na 28 sierpnia 2017)
- Zaliczona do:
  - II składu MAAC (2016)[4]
  - składu  MAAC All-Academic (2014–2016)[5][6]